# عويشية
العويشية  قرية سوريّة تتبع إداريّاً لمحافظة حلب منطقة الباب ناحية تادف، بلغ تعداد سكانها 1.500 نسمة حسب التعداد السكاني لعام 2004.